# Wladimer Tschipaschwili

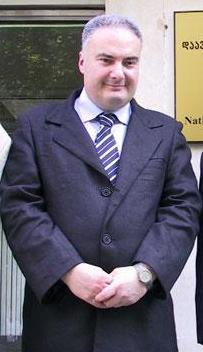
Wladimer Tschipaschwili, 2004

Wladimer „Lado“ Tschipaschwili (georgisch ვლადიმერ (ლადო) ჭიპაშვილი; * 29. September 1964 in Tiflis) ist ein georgischer Politiker (Vereinte Nationale Bewegung). Der Chirurg war von Juni 2004 bis August 2007 Gesundheitsminister Georgiens. Er ist inzwischen Botschafter Georgiens in Prag.

## Leben
1981 nahm er ein Studium an der Medizinischen Hochschule von Tiflis auf. Nach einem Studienabschluss mit Auszeichnung 1987 arbeitete er zunächst als Chirurg an Krankenhäusern in Charagauli und Chaschuri. 1991 schloss er ein Aufbaustudium am Moskauer Zentrum für Chirurgische Wissenschaft an, promovierte dort 1992 mit einer Dissertation über Lebertransplantationen. Seit 1993 arbeitete er als leitender Mitarbeiter am Staatlichen Fortbildungsinstitut für Ärzte in Tiflis. 1998 wurde er Direktor der Unterleibsklinik N1 der georgischen Hauptstadt.
Seit 1999 ist er Mitglied des georgischen Parlaments. Er gehört der Partei Nationale Bewegung – Demokraten an. Er war Vorsitzender des parlamentarischen Gesundheitsausschusses und während der Rosenrevolution im November 2003 einer von drei Abgeordneten, die aus Protest gegen den Wahlbetrug vor dem Parlamentsgebäude in Hungerstreik traten. Am 7. Juni 2004 wurde er vom Parlament zum Gesundheitsminister gewählt.
Im April 2005 entließ er zwölf Leiter verschiedener georgischer Gesundheitseinrichtungen, weil sie Gelder ihrer Institutionen unterschlagen hatten. Am 5. Juli 2007 geriet er selbst in den Verdacht, öffentlicher Gelder missbraucht zu haben. Nach Angaben des georgischen Fernsehsenders Imedi TV soll er dem Minister für Flüchtlinge, Gia Chewiaschwili, 1.270 Euro für eine medizinische Behandlung aus Mitteln der Sozialversicherung zukommen lassen haben. Am 30. August 2007 wurde er im Ministeramt abgelöst. Anschließend wurde er zum Botschafter in der Tschechischen Republik ernannt.